# كارليسلي دبليو. هيغينز
كارليسلي دبليو. هيغينز (بالإنجليزية: Carlisle W. Higgins)‏ هو قاضي ومحامي وسياسي أمريكي، ولد في 1889، وتوفي في 1980. انتخب عضو مجلس ولاية كارولاينا الشمالية وانتخب عضو مجلس نواب كارولينا الشمالية.